# Mastemah
Pour plus de détails, voir Fiche technique et Distribution.
Mastemah est un thriller horrifique français réalisé par Didier D. Daarwin et sorti en 2022.
Sélectionné au 6eme Festival International du Film Fantastique de Menton 2022 et prix du meilleur acteur catégorie fiction à Féodor Atkine

## Synopsis
À la suite de la mort brutale d'un proche lors d'une séance d'hypnose qu'elle animait, Louise, une jeune psychiatre décide de se reconstruire en s'installant dans le Massif central, au cœur d'un petit village de l'Aubrac. L'arrivée d'un nouveau patient au comportement étrange la plonge dans une spirale infernale. Sa vie et celles des autres virent au cauchemar.

## Fiche technique
- Titre original : Mastemah
- Réalisation : Didier D. Daarwin
- Scénario : Didier D. Daarwin, Johanne Rigoulot et Thierry Aflalou
- Musique : Yvi Slan
- Décors :
- Costumes : Aude Amédéo, Chantal Castelli et Edwige Morel d'Arleux
- Photographie : Emmanuel Bernard
- Montage : Marc « Roswell » Burghoffer
- Production : Thierry Aflalou, Jean-Yves Roubin, Camille Trumer et Cassandre Warnauts
  - Producteur délégué : Christophe Hollebeke
  - Assistante de production : Anne-Laure Declerck
  - Producteur associé : Philippe Logie
- Sociétés de production : Comic Strip Production, Alba Films, Frakas Productions et La Company
- Société de distribution : Alba Films
- Pays de production :  France
- Langue originale : français
- Format : couleur — 2,35:1
- Genre : Thriller horrifique
- Durée : 105 minutes
- Dates de sortie :
  - France : 29 juin 2022

## Distribution
- Camille Razat : Louise
- Olivier Barthélémy : Théo
  - Tiago Kammer : Théo enfant
- Féodor Atkine : Père Sylvain
- Tibo Vandenborre : De Maistre
- Dylan Robert : Elias
- Bruno Debrandt : Bruno
- Anaël Snoek : Laurence